# Hledej lásku
Hledej lásku è l'album di debutto della cantante ceca Gabriela Partyšová, pubblicato nel 1997 su etichetta discografica Monitor-EMI. L'album è stato ristampato nel 2003.

## Tracce
1. Hledej lásku (intro) – 2:25 (Gabriela Partyšová, Pavel Vaculík)
2. Vejdi dál – 3:00 (Gabriela Partyšová, Pavel Vaculík)
3. Zůstat sám – 3:20 (Gabriela Partyšová, Pavel Vaculík)
4. Jen z tvých dotyků – 4:14 (Gabriela Partyšová, Vlastimil Červenka)
5. To prý se stává – 3:41 (Gabriela Partyšová, Pavel Vaculík)
6. Šahrazád – 3:38 (Pavel Vrba, Pavel Vaculík)
7. Já s tebou hořím láskou – 4:47 (Gabriela Partyšová, Pavel Vaculík)
8. Z lásky zbyl jen stín – 3:17 (Gabriela Partyšová, Pavel Vaculík)
9. Zatím dýcháš – 3:23 (Gabriela Partyšová, Pavel Vaculík)
10. Hledej lásku – 3:28 (Gabriela Partyšová, Pavel Vaculík)
11. Už je to dávno, cos mě objímal – 3:48 (Gabriela Partyšová, Pavel Vaculík)
12. Náruč zázraků – 4:11 (Gabriela Partyšová, Vlastimil Červenka)
13. Zůstat sám (versione estesa) – 5:04 (Gabriela Partyšová, Pavel Vaculík)